# 赤電 (西武)
赤電（あかでん）は、かつて西武鉄道で採用されていた、上下をラズベリーレッド・窓周りをトニーベージュに塗り分けた車両および車両塗色の愛称である。

## 概要

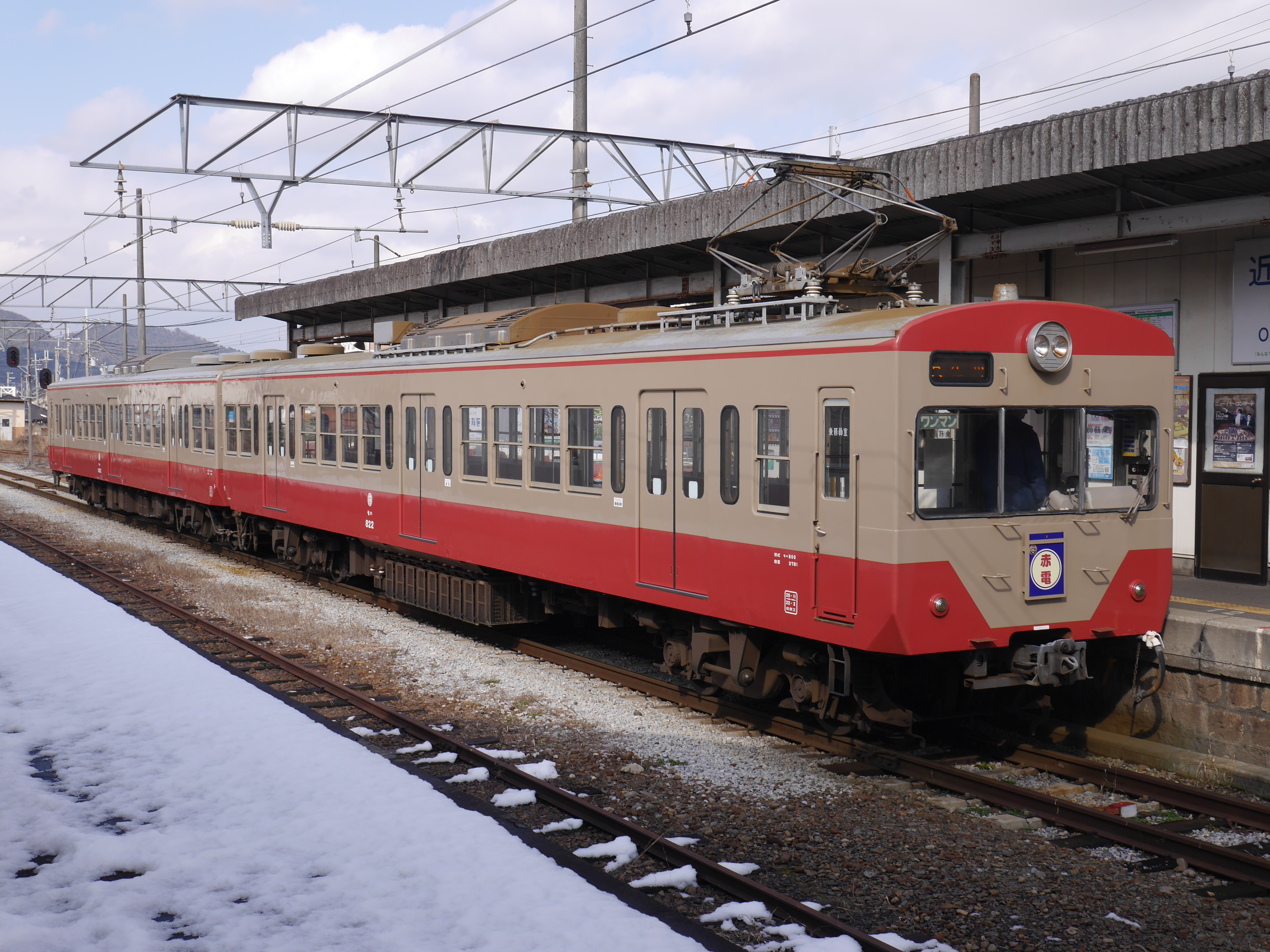
西武鉄道時代の「赤電」塗装を復刻した近江鉄道820系822編成

この塗色は1960年、新造車（451系）および検査出場車から採用された。その後551系・601系・701系・801系・411系などで採用された塗装である。551系以前の形式についても、一部赤電塗装に塗り替えられた車両が存在していた（クハ1411形など）。
塗り分け方は車体側面はトニーベージュをベースカラーに、雨どい（801系では雨どいの位置が高く変更されたため、それまでの車両の雨どいの位置まで）と窓下をラズベリーレッドに塗り分け、正面はラズベリーレッドを屋根まで回し（ただし、登場当初の551系・601系は車体側面の雨どいの幅でラズベリーレッドに塗り分けていた）、窓下は車体中央に向かって斜めに塗り分け、車体中央下部を直線で通した。のちに登場した701系・801系では正面窓下を直線に塗り分け、左右にステンレスの飾り帯を取り付けた。
先述の通り、上記各系列の増備とともに、既存の車両もこの色へ塗色が変更され、1960年代の西武鉄道の標準塗色となった。
また、グループ企業である伊豆箱根鉄道、近江鉄道でもこの塗色が採用されていた。
なお、当時西武に在籍していた電気機関車に対しても、ラズベリーレッド一色の塗色に変更されている。
1970年代後半以降、後述の701系以降の車両のレモンイエロー一色への塗色変更と601系以前の車両の廃車が進行したため、新宿線系統（多摩湖線国分寺 - 萩山間を除く）・池袋線系統においては1985年度で赤電は消滅し、多摩川線でも1988年に消滅した。また電気機関車もE31形への代替で1987年までにラズベリーレッド一色の車両は廃車されている。最後まで残っていた多摩湖線国分寺 - 萩山間でも351系が1990年に廃車となり、赤電塗色は消滅した。

## 西武鉄道の車両塗色のその後
1969年の101系登場以降、西武の鋼製通勤形電車ではレモンイエローを主とした塗色が使用されている。この塗色の違いについては当初ブレーキ方式の違いで分けていた面もある（自動空気ブレーキが赤電、電磁直通ブレーキ以降が黄色）。またこれ以降はステンレス製無塗装のドアが主流となり、801系などでは赤電塗装のままステンレスのドアに交換された例がある。
この101系と1983年登場の3000系では、レモンイエローの地色に加えて窓周りをベージュとしたいわゆるツートンカラーが採用されたが、1977年登場の2000系と同年以降の701系・801系・401系の冷房化改造車、また1993年登場の9000系は窓周りのベージュが省略されたレモンイエロー一色となっている。
赤電とツートンカラーでは塗り分け位置が異なっており、これに合わせて側面の社紋などの取付位置も変更されている。しかし最初のツートンカラーであった101系の101編成のみ、当初は腰部の塗り分け位置が赤電と同じになっており、塗り分け線が変更された後も社紋などはそのままであった。
またツートンカラーであった101系と3000系だが、701系列（1997年全廃）が数を減らした1996年からは塗装工程の簡略化のためレモンイエロー一色に変更されており、ツートンカラーは2000年に消滅した。

## 特別塗装
2001年には101系159編成がイベントのためごく短期間ながら赤電塗色となった。これは101系で初の赤電塗装となっている。また2017年には多摩川線開業100周年記念イベントでのアンケート結果を受けて、新101系247編成が赤電塗装に変更された。新101系の赤電塗装は次第に数を増やし、一時は3本体制となっていた。新101系ではこのほかにも多数の特別塗装が行われている（詳細は同車の項目を参照）。

リバイバルは車両の譲渡先でも先行われており、2011年には伊豆箱根鉄道1100系1009編成（元西武701系783編成）、2016年には近江鉄道820系822編成（元西武401系431編成）、2019年には三岐鉄道801系803編成（元西武701系771編成）がそれぞれ赤電塗装に変更された。

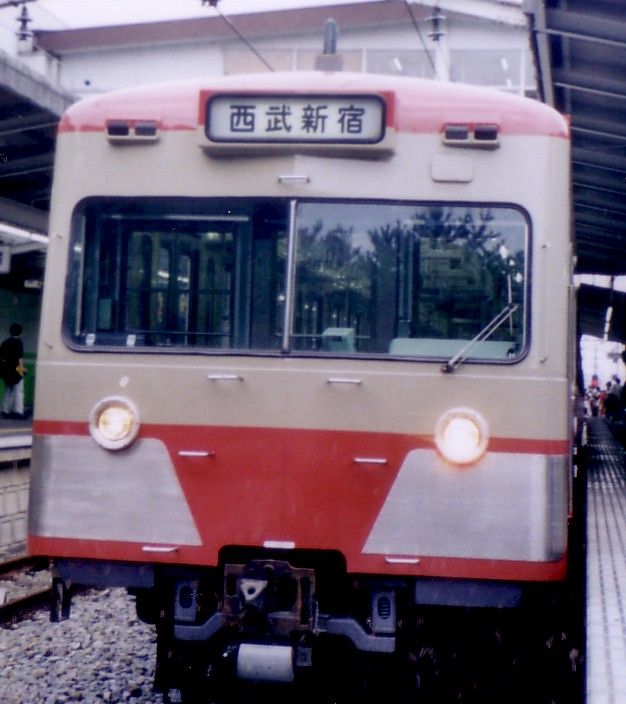
西武鉄道101系159編成
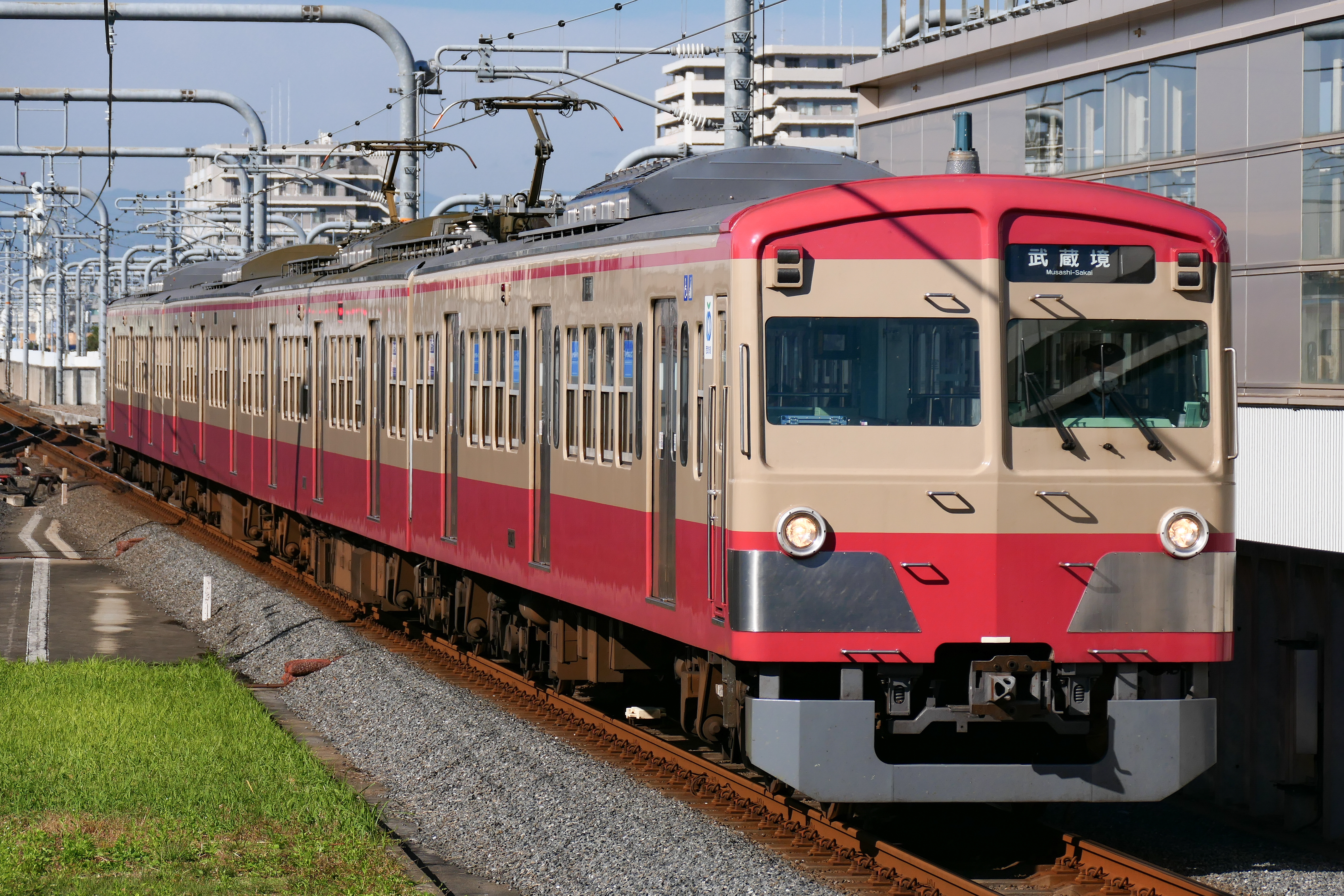
西武鉄道101系247編成
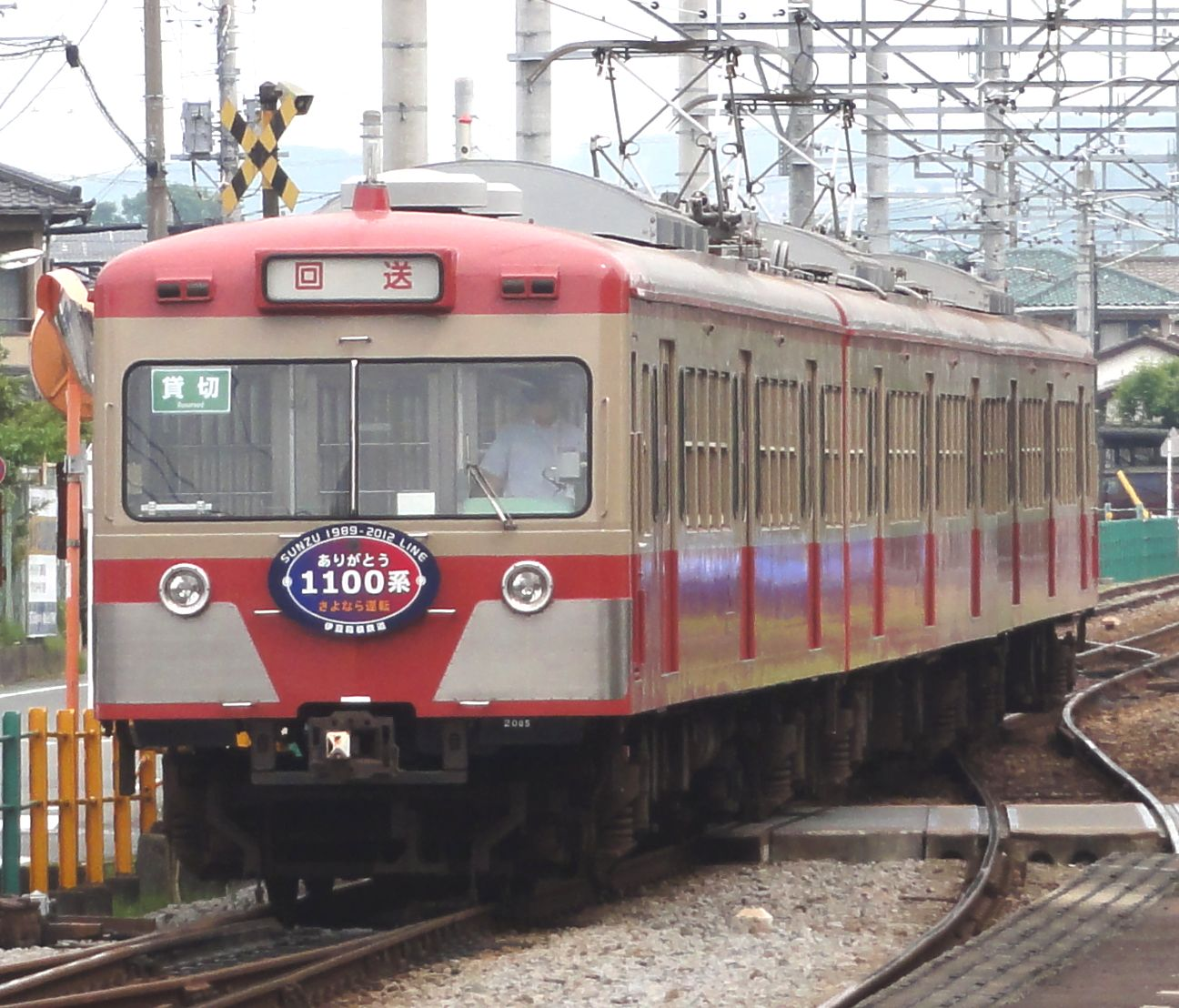
伊豆箱根鉄道1100系1009編成
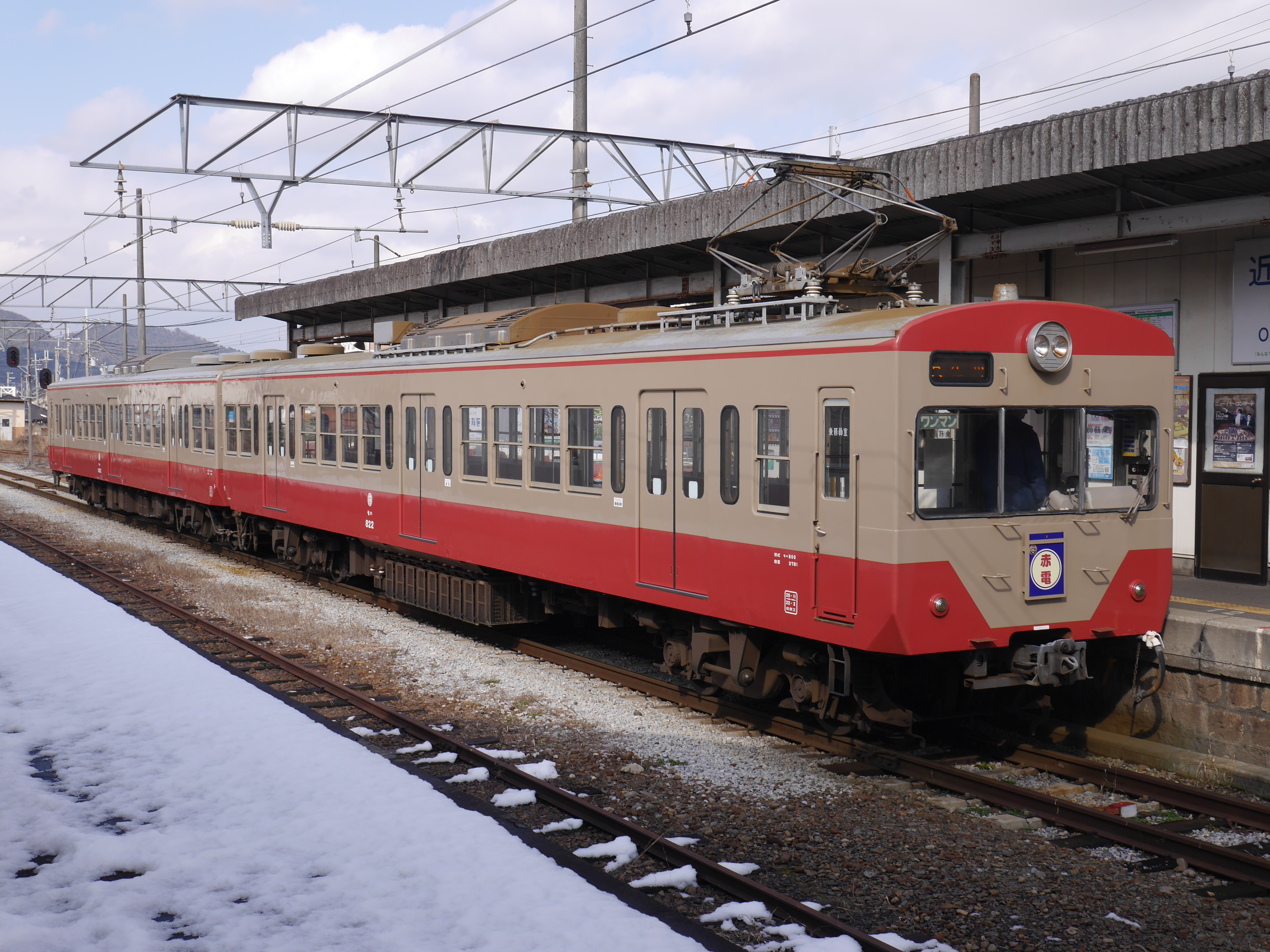
近江鉄道820系822編成
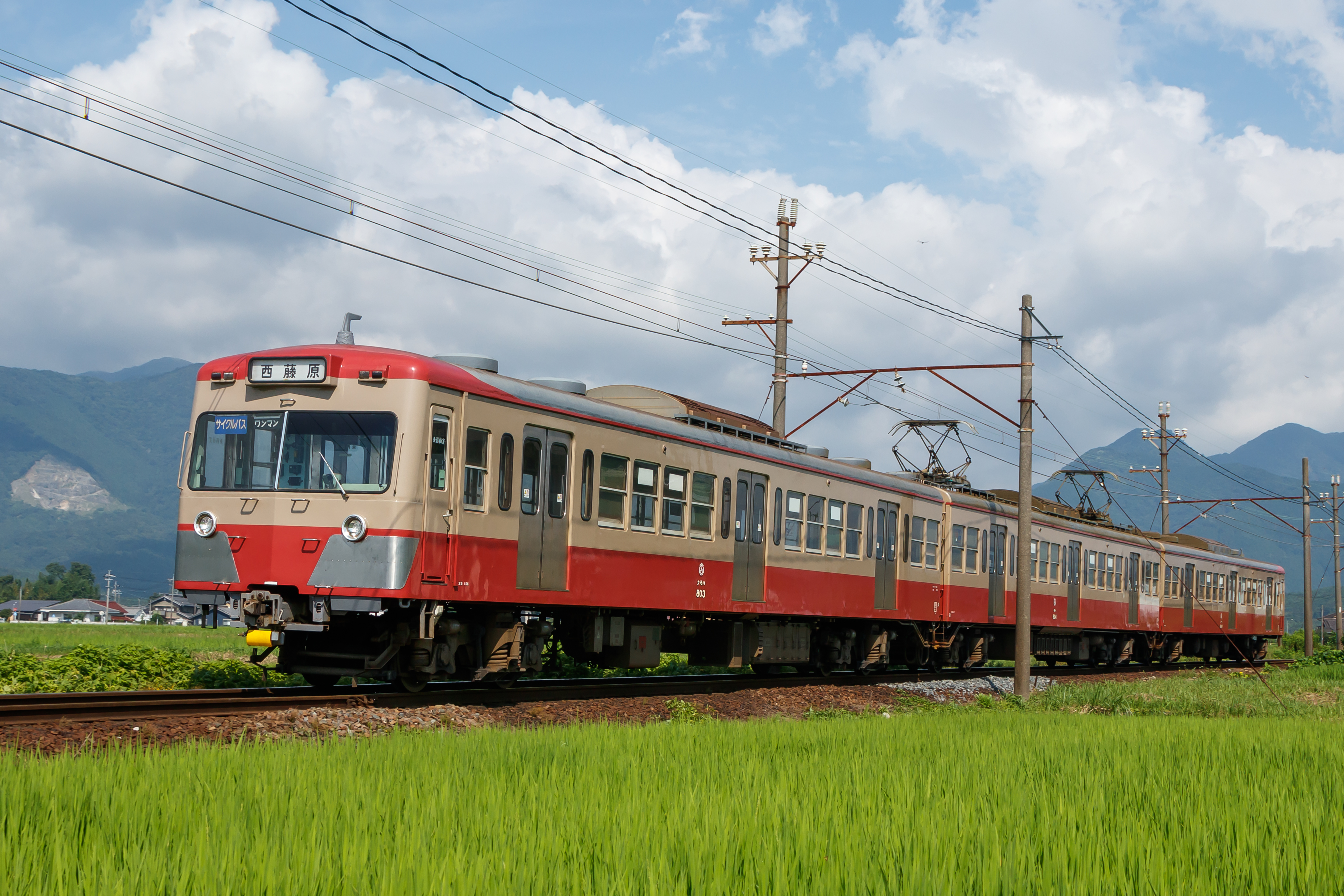
三岐鉄道801系803編成